# 荒木正三郎
荒木 正三郎（あらき しょうざぶろう、1906年（明治39年）9月17日 - 1969年（昭和44年）6月16日）は、昭和期の労働運動家、教育者、政治家。参議院議員。

## 経歴
大阪府出身。1927年（昭和2年）池田師範学校（現：大阪教育大学）専攻科を卒業した。同年、大阪府豊能郡箕面小学校訓導に就任。以後、秦野小学校訓導、北豊島小学校訓導、池田市立北豊島小学校長を歴任した。
戦後、大阪教員組合委員長に就任。1947年（昭和22年）初代日本教職員組合中央執行委員長となり4期在任し、また、日本教育会会長を務めた。
1950年（昭和25年）6月の第2回参議院議員通常選挙に全国区から日本社会党公認で立候補して当選。第4回通常選挙でも当選し、参議院議員を連続2期務めた。この間、参議院内閣委員長、同農林水産委員長、日本社会党国会対策副委員長、日本民主教育政治連盟会長などを務めた。1962年（昭和37年）7月の第6回通常選挙には立候補せず引退した。
その後、日本社会党大阪本部顧問を務めた。
1969年（昭和44年）6月16日、死去した。62歳没。同年20日、特旨を以て位記を追賜され、死没日付をもって従四位勲二等に叙され、瑞宝章を追贈された。